# INRI
INRI е акроним на латинското IESVS NAZARENVS REX IVDAEORVM, което в превод значи „Иисус Назорей, Цар Юдейски“.
Фразата произлиза от Новия завет и се споменава и в четирите канонични евангелия – Матей 27:37, Марк 15:26, Лука 23:38, Иоан 19:19. Табелката е изготвена по заповед на Пилат Понтийски, за да се оповести 
„вината“ на Исус и е била написана на три езика: еврейски, латински и гръцки.
В православната иконопис абревиатурата INRI се среща в два варианта: ΙΝΒΙ на гръцки, т.е. Ἰησοῦς ὁ Ναζωραῖος ὁ βασιλεύς τῶν Ἰουδαίων, или IНЦI в източнославянските езици, взето от старобългарски език – Iисусъ Назарянинъ Царь Iудейски, като например в творчеството на руския художник и иконописец Евграф Сорокин.

## Контекст
Ето как предава историята с надписа евангелист Йоан:
| „ | А Пилат написа и надпис, и го постави на кръста. Написано беше: Иисус Назорей, Цар Иудейски. Тоя надпис четоха мнозина от иудеите, понеже беше близо до града мястото, дето Иисус бе разпнат, и написаното бе по еврейски, гръцки и латински. А първосвещениците иудейски казваха на Пилата: недей писа: Цар Иудейски, но че Той каза: Цар Иудейски съм. Пилат отговори: каквото писах, писах. | “ |

 (Йоан 19:19 – 22)